# VK Prostějov
Maillots
Le Volejbalový Klub Prostějov est un club de volley-ball tchèque féminin fondé en 1991 et basé à Prostějov qui évolue pour la saison 2020-2021 en UNIQA Extraliga žen.

## Historique
- VK Prostějov (1991-2009)
- VK Modřanská Prostějov (2009-2012)
- VK AGEL Prostějov (2012-2018)
- VK Prostějov (2018-...)

## Palmarès
- Championnat de Tchéquie
  - Vainqueur : 2009, 2010, 2011, 2012, 2013, 2014[3]2015[4]2016[5]2017[6]2018[7]
  - Finaliste : 2019.
- Coupe de Tchéquie
  - Vainqueur : 2008, 2009, 2010, 2011, 2012, 2013, 2014[8]2015[9]2016[10]2018[11]
  - Finaliste : 2017, 2019.

## Historique des logos

Logo de la VK AGEL Prostějov
Logo de la VK Prostějov

## Effectifs

### Saison 2020-2021
| No                                      | Nom                                     | Date de naissance                       | Taille                         | Poids                          | Poste                          |
| --------------------------------------- | --------------------------------------- | --------------------------------------- | ------------------------------ | ------------------------------ | ------------------------------ |
| 1                                       | Klára Dvořáčková                        | 1er juillet 2000                        | 178                            | 60                             | Passeuse                       |
| 2                                       | Michaela Jurčíková                      | 9 janvier 1991                          | 185                            | 80                             | Centrale                       |
| 4                                       | Petra Kožoušková                        | 18 août 2000                            | 179                            | 62                             | Centrale                       |
| 5                                       | Karolína Fričová                        | 29 avril 2000                           | 178                            | 70                             | Réceptionneuse-attaquante      |
| 6                                       | Adéla Stavinohová                       | 19 mai 1998                             | 173                            | 70                             | Libero                         |
| 7                                       | Aneta Weidenthalerová                   | 22 janvier 1999                         | 178                            | 65                             | Réceptionneuse-attaquante      |
| 8                                       | Tereza Baláková                         | 4 mars 1999                             | 175                            | 62                             | Réceptionneuse-attaquante      |
| 9                                       | Tereza Pluhařová                        | 3 août 1998                             | 180                            | 67                             | Réceptionneuse-attaquante      |
| 10                                      | Gabriela Kopáčová                       | 24 juin 1998                            | 185                            | 66                             | Attaquante                     |
| 11                                      | Iva Šípová                              | 27 septembre 1992                       | 172                            | 65                             | Passeuse                       |
| 12                                      | Lenka Knorová                           | 30 août 2000                            | 177                            | 66                             | Réceptionneuse-attaquante      |
| 13                                      | Kateřina Kvapilová                      | 12 mai 1995                             | 187                            | 85                             | Centrale                       |
|                                         |                                         |                                         |                                |                                |                                |
| Encadrement technique                   | Encadrement technique                   |                                         | Légende                        | Légende                        | Légende                        |
| Entraîneur : Ľubomír Petráš             | Entraîneur : Ľubomír Petráš             | Entraîneur : Ľubomír Petráš             | : Capitaine                    | : Capitaine                    | : Capitaine                    |
| Entraîneur(s) adjoint(s) : Jakub Krčmař | Entraîneur(s) adjoint(s) : Jakub Krčmař | Entraîneur(s) adjoint(s) : Jakub Krčmař | : Joueuse blessée actuellement | : Joueuse blessée actuellement | : Joueuse blessée actuellement |